# Перо Граић
Перо Граић (Варцар Вакуф, 12. јул 1875) je био трговац и народни посланик Краљевине Југославије. Рођен је 1875. године у Варцар Вакуфу (данашњем Мркоњић Граду) и тамо је завршио основну школу. Рано је почео да се бави трговином.
Учествовао је у борби Срба за црквено-школску аутономију. Аустроугарске власти су га прогониле као припадника српских радикала, а током Првог свјетског рата је био и затворен. Био је редовни члан ужег и ширег епархијског Управног и просвјетног савјета у Сарајеву (од 1910. до 1913. и током 1924. године), предсједник Црквено-школске општине (1910) и општине Мркоњић-Град 1929. године. Именован је за банског вијећника у Бањалуци 1929, а први пут је изабран за народног посланика у мркоњићком срезу 1931. године. Био је члан оснивачког одбора, а касније и предсједник Удружења трговаца за мркоњићки срез, које је конституисано 15. јануара 1933.
У периоду од 1931. до 1935. је био и посланик у Београду. Припадао је Народној радикалној странци. Послије капитулације Краљевине Југославије, избјегао је у Србију и за вријеме Другог свјетског рата је живио у Младеновцу код кћерке Олге, удате Мирковић.
Преминуо је у марту 1965. године.